# ラテラルアーク

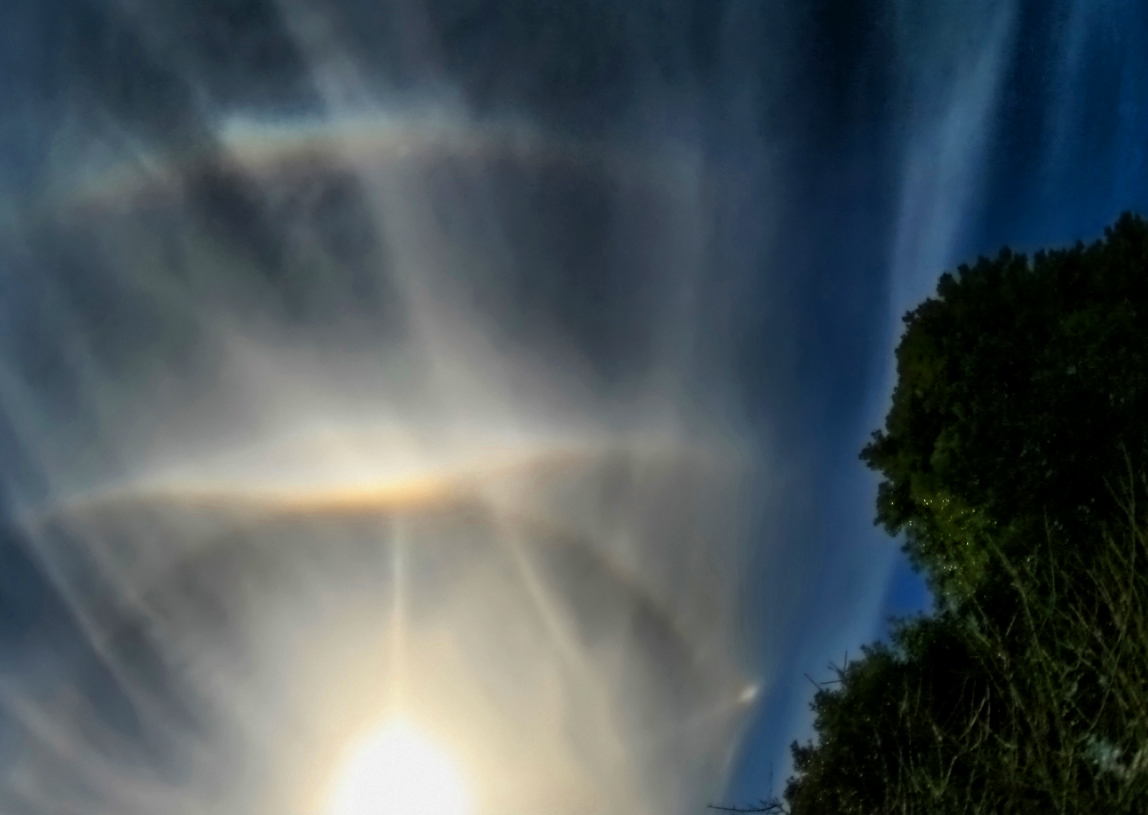
内暈、外暈、上部タンジェントアーク、幻日とともに発生した上部ラテラルアーク（一番上）。

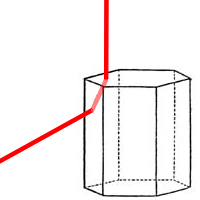
六角柱形氷晶内の光の経路。これを90度横にした形で浮遊しており、この図では、上部-は左から上へ、下部-は上から左へ光が通過する。

ラテラルアーク（lateral arc）とは、太陽の周りにできる虹のように分光した弧状の光の帯の1つ。接線弧（せっせんこ）ともいう。

## 概要
外接ハロやタンジェントアーク、暈などに比べて、青や緑などの赤以外の色が明瞭に現れることが多く、虹色のスペクトルがはっきりとしていて美しい。太陽高度によって形が著しく変化する。非常に珍しい現象で、1年に1度ないし数年に1回程度しか見られない。
その形状から上部ラテラルアーク（じょうぶ-, supralateral arc）と下部ラテラルアーク（かぶ-,infralateral arc）に分け、同一の現象と捉えないこともあるが、両者とも上空に漂う六角柱形の氷晶のうち、底面が水平方向を向いている（いわば、横倒し状態の）ものを太陽光が通過するさい屈折してできるものである。光の経路は、上部ラテラルアークの場合、六角柱の側面（四角形の面）から入って底面（六角形の面）から出る一方、下部ラテラルアークはその正反対で、六角柱の底面から入って側面から出ると考えられている。
「ラテラル(lateral)」はスペイン語で「側面、側面の」という意味がある。おおむねどの太陽高度でも外暈（46度ハロ）に接する形で出現し、上部は太陽高度0° - 15°、下部は0° - 68°で外暈の側方に2点で接するため、この名が付いたと考えられる。

## 上部ラテラルアーク
太陽の中心を通る水平線を引いた場合、その線より上の外暈に接するか、外暈の上に少し離れて存在する暈。また、どの太陽高度でも、アークは太陽の方向を内側にしてカーブしているのが特徴。
太陽が地平線にあるとき（太陽高度0°）は、アークと外暈の接点がちょうど地平線付近に来る。このときアークは左右2つに分かれている。また、地上からは見えないが、飛行機や高山など地平線より下が見える状況ならば、太陽の中心を通る水平線の上下で対称な形のアークを見ることができる。
これより太陽高度が数°上がってくると、左右2つのアークの上端が接近してきてやがてつながるとともに、外暈とアークの接点が水平線より上に上がってくる。15°くらいになると、外暈の上部とほぼ重なり、接点は外暈の一番上に来る。
15°から27°までの間は、外暈とアークの接点は移動せず、アークの下側が徐々にせり上がってくる。27°を超えるとアークが外暈から離れ始め、32°を超えると消えて見えなくなる。約20°以上では、環天頂アークにほぼ接する。

## 下部ラテラルアーク
太陽の中心を通る水平線を引いた場合、その線より下の外暈に接するか、外暈の下に少し離れて存在する暈。太陽高度50° - 60°以下では、アークは太陽を外側にしてカーブしているのが特徴。
太陽が地平線にあるときは、アークと外暈の接点がちょうど地平線に来る。このときアークは左右2つに分かれており、アークの大きさは上部ラテラルアークよりも小さいので区別できる。また、上部ラテラルアークと同じように上下対称である。
これより太陽高度が上がってくると、外暈とアークの接点が水平線より下に下がってくるが、上部ラテラルアークに比べて接近のペースは遅い。50° - 60°くらいになると、左右2つのアークの下端が接近してやがてつながり、カーブの向きが逆になる。
68°になると、外暈の下部とほぼ重なり、接点は外暈の一番下に来る。これより数°の間は、高度が上がっても接点は同じで、アークの上側が徐々に下がってくるのみである。それ以上になると、アークが外暈から離れていき、このあたりの高度では、環水平アークとの区別が難しい。